# Wojciech Gedeliusz
Wojciech Gedeliusz (ur. na Śródce, obecnie części Poznania, zm. około 1632 w Kaliszu) – polski drukarz.

## Życiorys
Pochodził z rodziny stolarza Ludwika. Co najmniej do 1601 pracował jako czeladnik-zecer w drukarni potomków Jana Wolraba (starszego) w Poznaniu. W 1601 sygnował też druk Oratio ad Laurentium Goslicki Episcopum... autorstwa Jana Dziekczyńskiego. W 1602 Jan Wolrab (młodszy) przeniósł drukarnię do Kalisza, w związku z czym też przeprowadził się do tego miasta i wkrótce usamodzielnił. Ożenił się tam z Anną i wraz z nią, 13 stycznia 1605 zakupił na kredyt od Wolraba, drukarnię, którą prowadził do końca życia. Po spłaceniu długu Wolrabowi, był protegowanym Wawrzyńca Gembickiego. W 1617 wydał wierszowaną rozprawę własną na temat drukarstwa w Kaliszu (Typographiae Calissiensis studium honoris...). Pozycja ta była dedykowana arcybiskupowi Gembickiemu. Od 1618 do 1630 na swoich drukach podpisywał się jako typograf arcybiskupi. Drukował zarówno pozycje łacińskie, jak i w języku polskim, z przewagą tych pierwszych (łącznie w Kaliszu wyedytował 73 druki w objętości około 545 arkuszy; mogło ich być nawet 90). Pracował przede wszystkim dla kaliskiego kolegium jezuickiego, ale też i na potrzeby miejskie. Wytłoczył m.in. Yoriorum poernatun fascilulus autorstwa Karola Malaperta. Pomiędzy 1632, a 1634 jezuici przejęli jego oficynę.
Druki Gedeliusza pozostawały na stosunkowo wysokim poziomie edytorskim i sporządzane były na dość dobrym papierze pochodzącym najczęściej z wytwórni śląskich.

## Rodzina
Miał dwie żony: Annę i Elżbietę, którą pozostawił jako wdowę.